# Twice5
Twice5 è il quinto album di raccolta del girl group sudcoreano Twice, pubblicato il 14 maggio 2025.

## Tracce
1. Talk That Talk (Japanese ver.) – 2:58
2. Set Me Free (Japanese ver.) – 3:02
3. One Spark (Japanese ver.) – 3:04
4. Talk That Talk – 2:57
5. Set Me Free – 3:01
6. I Got You – 2:53
7. One Spark – 3:03
8. Strategy – 2:46

## Classifiche
| Classifica (2025) | Posizione massima |
| ----------------- | ----------------- |
| Giappone          | 3                 |